# Liste der Brücken über die Sarneraa
Die Liste der Brücken über die Sarneraa enthält die Brücken der Sarneraa vom Lungernsee-Abfluss bei Kaiserstuhl-Bürglen bis zum Alpnachersee östlich von Alpnachstad.

## Brückenliste
30 Brücken überspannen den Fluss: 21 Strassenbrücken, sechs Fussgänger- und Velobrücken, eine Eisenbahnbrücke, ein Wehrsteg und eine Rohrträgerbrücke.
| Bild | Name                                              | Ort                 | Lage | Funktion                                                                           | Konstruktion   | Material    | Länge in m | Höhe m ü. M. | Bemerkungen |
| ---- | ------------------------------------------------- | ------------------- | ---- | ---------------------------------------------------------------------------------- | -------------- | ----------- | ---------- | ------------ | --- |
|      | Bürglenstrasse-Übergang                           | Kaiserstuhl-Bürglen |      | Strassenüberquerung (zweispurig) mit Trottoir                                      | Talsperre      | Beton       | 5          | 693          | Die Strasse auf dem Staudamm des Lungerersees führt von der Hauptstrasse 4 bei Kaiserstuhl nach Bürglen. Der Bau des Stauwerks erfolgte in den 1920er Jahren. Höchstgeschwindigkeit 60 km/h Veloland-Route 701 Lungererseerundfahrt Wanderland-Route 4 ViaJacobi (Etappe 8 Flüeli-Ranft–Brünigpass) und Route 575 Schmetterlingspfad Lungern |
|      | Brücke bei Halten                                 | Giswil              |      | Strassenbrücke (einspurig)                                                         | Balkenbrücke   | Beton       | 6          | 547          | Zufahrt zum Gebäude Halten 415.01. |
|      | Kraftwerk Unteraa-Brücke                          | Giswil              |      | Feldwegbrücke                                                                      | Balkenbrücke   | Beton       | 7          | 486          | Das Kraftwerk Unteraa wurde 1921 in Betrieb genommen. |
|      | Unteraastrasse-Brücke                             | Giswil              |      | Strassenbrücke (zweispurig)                                                        | Balkenbrücke   | Beton       | 23         | 485          | Die Brücke wurde in den 1940er Jahren erstellt. Höchstgeschwindigkeit 50 km/h |
|      | Buechholzstrasse-Brücke                           | Giswil              |      | Strassenbrücke (einspurig) mit Rohrleitung an der Brückenwand                      | Balkenbrücke   | Stahl       | 17         | 484          | Höchstgeschwindigkeit 50 km/h Wanderland-Route 4 ViaJacobi (Etappe 8 Flüeli-Ranft–Brünigpass) |
|      | Übergang beim Hotel Krone                         | Rudenz              |      | Strassenüberquerung (zweispurig)                                                   | Bachdurchlass  | Beton       | 5          | 483          | |
|      | Panoramastrasse-Übergang                          | Rudenz              |      | Strassenüberquerung (zweispurig)                                                   | Bachdurchlass  | Beton       | 5          | 482          | Höchstgeschwindigkeit 50 km/h Veloland-Route 85 Unterwalden-Route (Etappe 1 Giswil–Stans) PostAuto-Buslinien 361 (Giswil–Grossteil–Kleinteil), 362 (Giswil−Mörlialp) und 363 (Giswil–Mörlialp–Glaubenbielen) |
|      | Rohrträger-Brücke                                 | Giswil              |      | Rohrleitungsbrücke                                                                 | Balkenbrücke   | Stahl       | 14         | 480          | |
|      | Bahnhofweg-Brücke                                 | Giswil              |      | Feldwegbrücke                                                                      | Balkenbrücke   | Beton       | 14         | 480          | Mountainbike-Route 294 Grossteilerberg Bike (Giswil–Giswil) und Route 295 Giswil Bikeparcour Wanderland-Route 2 Trans Swiss Trail (Etappe 16 Sörenberg–Giswil) und Route 4 ViaJacobi (Etappe 8 Flüeli-Ranft–Brünigpass) |
|      | Melchaazopf-Brücke                                | Giswil              |      | Feldwegbrücke                                                                      | Balkenbrücke   | Beton       | 16         | 479          | |
|      | Kanalbrücke                                       | Giswil              |      | Strassenbrücke (einspurig)                                                         | Balkenbrücke   | Beton       | 28         | 478          | Verbot für Motorwagen und Motorräder |
|      | Schwerzbachbrücke                                 | Giswil – Sachseln   |      | Strassenbrücke (zweispurig) mit separatem Velo- und Fussweg                        | Balkenbrücke   | Beton       | 28         | 474          | Höchstgeschwindigkeit 50 km/h Veloland-Route 702 Sarnerseerundfahrt Wanderweg |
|      | Brücke bei Fanger Kiesgrube                       | Giswil – Sachseln   |      | Strassenbrücke (einspurig)                                                         | Balkenbrücke   | Beton       | 20         | 469          | Privater Übergang auf einem Steinbruchareal. Westlich befindet sich das national geschützte Flachmoorgebiet Usser Allmend. |
|      | Goldmatt-Steg                                     | Sarnen              |      | Fussgängerbrücke mit Rohrleitung an der Brückenwand                                | Bogenbrücke    | Beton       | 30         | 469          | Die Brücke – es war die erste Brücke in Obwalden mit Spannbetontechnik – wurde 1960 erstellt. Sie ersetzte einen Holzsteg, der sich etwas flussabwärts befand. Wanderweg Allgemeines Fahrverbot (Unterquerung der Brücke ist für die Schifffahrt gesperrt) |
|      | Rütistrasse-Brücke                                | Sarnen              |      | Strassenbrücke (zweispurig) mit Trottoirs und Rohrleitungen an der Brückenwand 376 | Balkenbrücke   | Beton       | 20         | 469          | Die Balkenbrücke wurde 1951/52 erstellt. Sie ersetzte die steinerne «Obere Schwibbogen»-Bogenbrücke von 1756, die 1951 gesprengt und abgebrochen wurde. Höchstgeschwindigkeit 50 km/h |
|      | Rathausbrücke                                     | Sarnen              |      | Strassenbrücke (einspurig) mit schmalen Trottoirs                                  | Bogenbrücke    | Stein Beton | 16         | 469          | Die mit Natursteinen verkleidete Brücke wurde 1929 erstellt. Sie ersetzte eine Steinbogenbrücke von 1663 oder 1665 (unterschiedliche Quellenangaben). Davor führte eine gedeckte Holzbrücke über den Fluss. Höchstgeschwindigkeit 30 km/h Mountainbike-Route 2 Panorama Bike (Etappe 8 Sarnen–Sörenberg) Veloland-Route 4 Alpenpanorama-Route (Etappe 4 Flüelen–Sörenberg), Route 9 Seen-Route (Etappe 5 Meiringen–Sarnen), Route 73 Wiggertal–Glaubenberg (Etappe 12 Wolhusen–Sarnen) und Route 702 Sarnerseerundfahrt Wanderland-Route 583 Wichelsee-Weg (Sarnen–Alpnach Dorf) Die hydrometrische Messstation Sarner Aa - Sarnen (2102) vom Bundesamt für Umwelt (BAFU) befindet sich flussabwärts auf der rechten Flussseite. |
|      | Jordanbrücke                                      | Sarnen              |      | Fussgängerbrücke (ehemalige Strassenbrücke) mit Rohrleitungen an der Brückenwand   | Balkenbrücke   | Stahl       | 20         | 469          | Der Eisensteg wurde 1905 erstellt und 1934 für Motorfahrzeuge verbreitert. Seit dem Hochwasser 2005 ist sie nur wieder für Fussgänger passierbar. Die Brücke ersetzte einen einfachen Holzsteg von 1853. Höchstgeschwindigkeit 30 km/h Höchstgewicht 3 t Metallpoller dienen als Durchfahrtssperre. |
|      | Schwanderstrasse-Brücke                           | Sarnen              |      | Strassenbrücke (zweispurig) mit Trottoirs 375                                      | Balkenbrücke   | Beton       | 20         | 468          | Die Brücke wurde 1981 fertiggestellt. Höchstgeschwindigkeit 50 km/h Wanderland-Route 583 Wichelsee-Weg (Sarnen–Alpnach Dorf) PostAuto-Buslinien 344 (Sarnen–Stalden (Sarnen)) und 346 (Sarnen–Ramersberg) |
|      | Bitzighoferbrücke                                 | Sarnen              |      | Strassenbrücke (zweispurig) mit abgetrennten Trottoirs                             | Balkenbrücke   | Beton Stahl | 24         | 467          | Die Brücke wurde 1928 erstellt und Mitte der 1990er Jahre umfassend saniert. Sie ersetzte eine gedeckte Holzbrücke von 1827. Höchstgeschwindigkeit 50 km/h Verbot für Tiere (Pferd): Verbotssignal gilt für Trottoirs Mountainbike-Route 290 Langis Bike Veloland-Route 4 Alpenpanorama-Route (Etappe 4 Flüelen–Sörenberg) Wanderland-Route 583 Wichelsee-Weg (Sarnen–Alpnach Dorf) PostAuto-Buslinien 342 (Sarnen–Kägiswil–Alpnach Dorf) |
|      | Bahnhofstrasse-Brücke                             | Kägiswil            |      | Strassenbrücke (zweispurig) mit abgetrenntem Trottoir                              | Balkenbrücke   | Beton       | 25         | 461          | Die Brücke mit Fussgängersteg wurde 2020/21 neu erstellt. Sie ersetzte eine Strassenbrücke von 1935 und einen separaten Fussgängersteg. Höchstgeschwindigkeit 50 km/h Veloland-Route 703 Wichelseerundfahrt Wanderland-Route 583 Wichelsee-Weg (Sarnen–Alpnach Dorf) |
|      | Zentralbahn-Brücke                                | Kägiswil            |      | Eisenbahnbrücke (eingleisig)                                                       | Fachwerkbrücke | Stahl       | 40         | 459          | Die Parallelfachwerkbrücke wurde 1932 erstellt. Sie ersetzte eine Brücke von 1888. Höchstgeschwindigkeit 90 km/h Bahnstrecke Luzern–Interlaken |
|      | Sarneraabrücke (Autostrasse A8)                   | Kägiswil            |      | Autostrassenbrücke (zweispurig) mit zwei Standspuren                               | Balkenbrücke   | Beton       | 45         | 459          | Das A8-Teilstück Alpnachstad bis Sarnen-Süd wurde 1971 eröffnet. Höchstgeschwindigkeit 100 km/h |
|      | Steg bei Sarneraabrücke                           | Kägiswil            |      | Fussgänger- und Velobrücke                                                         | Balkenbrücke   | Beton       | 45         | 459          | Veloland-Route 9 Seen-Route (Etappe 6 Sarnen–Zug) und Route 703 Wichelseerundfahrt Wanderland-Route 583 Wichelsee-Weg (Sarnen–Alpnach Dorf) Der nordöstlich gelegene Wichelsee und das umliegende Gebiet stehen unter Naturschutz. |
|      | Brücke beim Staudamm Wichelsee (über Seitenkanal) | Alpnach Dorf        |      | Fussgängerbrücke                                                                   | Balkenbrücke   | Beton       | 4          | 459          | |
|      | Steg beim Staudamm Wichelsee (über Seitenkanal)   | Alpnach Dorf        |      | Fussgängerbrücke                                                                   | Balkenbrücke   | Holz        | 15         | 453          | Übergang ist nicht behindertengerecht (Treppe). |
|      | Wehrsteg Wichelsee                                | Alpnach Dorf        |      | Wehrbrücke                                                                         | Balkenbrücke   | Beton       | 15         | 453          | Der Staudamm mit dem Werkübergang wurde 1955 erstellt. Hinweistafel: Betreten verboten |
|      | Etschi-Steg                                       | Alpnach Dorf        |      | Fussgängerbrücke (ehemalig)                                                        | Balkenbrücke   | Stahl       | 20         | 453          | Der frühere «Etschistäg» wurde 2019 an die Kleine Schliere versetzt. |
|      | Brücke bei Etschistrasse                          | Alpnach Dorf        |      | Strassenbrücke (zweispurig) mit abgetrenntem Trottoir                              | Balkenbrücke   | Beton       | 35         | 444          | Die Brücke wurde 2022 erstellt. Wanderweg Zufahrt zum Auslaufbauwerk des Hochwasserentlastungsstollens. Auf der linken Flussseite befindet sich das national geschützte Auengebiet Schlierenrüti. |
|      | Eichibrücke                                       | Alpnach Dorf        |      | Strassenbrücke (zweispurig) mit Trottoir                                           | Bogenbrücke    | Beton Stahl | 30         | 438          | Die Brücke wurde 2009 erstellt. Die alte Brücke war beim Hochwasser 2005 stark beschädigt worden und musste ersetzt werden. Höchstgeschwindigkeit 60 km/h Höchstgewicht 3,5 t Wanderweg |
|      | Brücke beim Flugplatz Alpnach                     | Alpnach Dorf        |      | Strassenbrücke (zweispurig)                                                        | Balkenbrücke   | Beton       | 35         | 434          | Privater Übergang zum Flugplatz Alpnach. Allgemeines Fahrverbot: Zutritt nur für Berechtigte Wanderweg |
|      | Eichiried-Steg                                    | Alpnach Dorf        |      | Fussgängerbrücke                                                                   | Balkenbrücke   | Stahl       | 25         | 433          | Die Brücke wurde in den 1970er Jahren erstellt. Wanderland-Route 98 Waldstätterweg (Etappe 5 Alpnachstad–Bürgenstock) Der Steg befindet sich im Naturschutzgebiet Städerried, ein national geschütztes Auen- und Flachmoorgebiet. |